# Esprit Fléchier
Valentin Esprit Fléchier (10 juin 1632 à Pernes-les-Fontaines - 16 février 1710 à Montpellier) est un homme d'Église et prédicateur français, évêque de Lavaur, puis de Nîmes, considéré comme l'un des grands orateurs du XVIIe siècle.

## Biographie

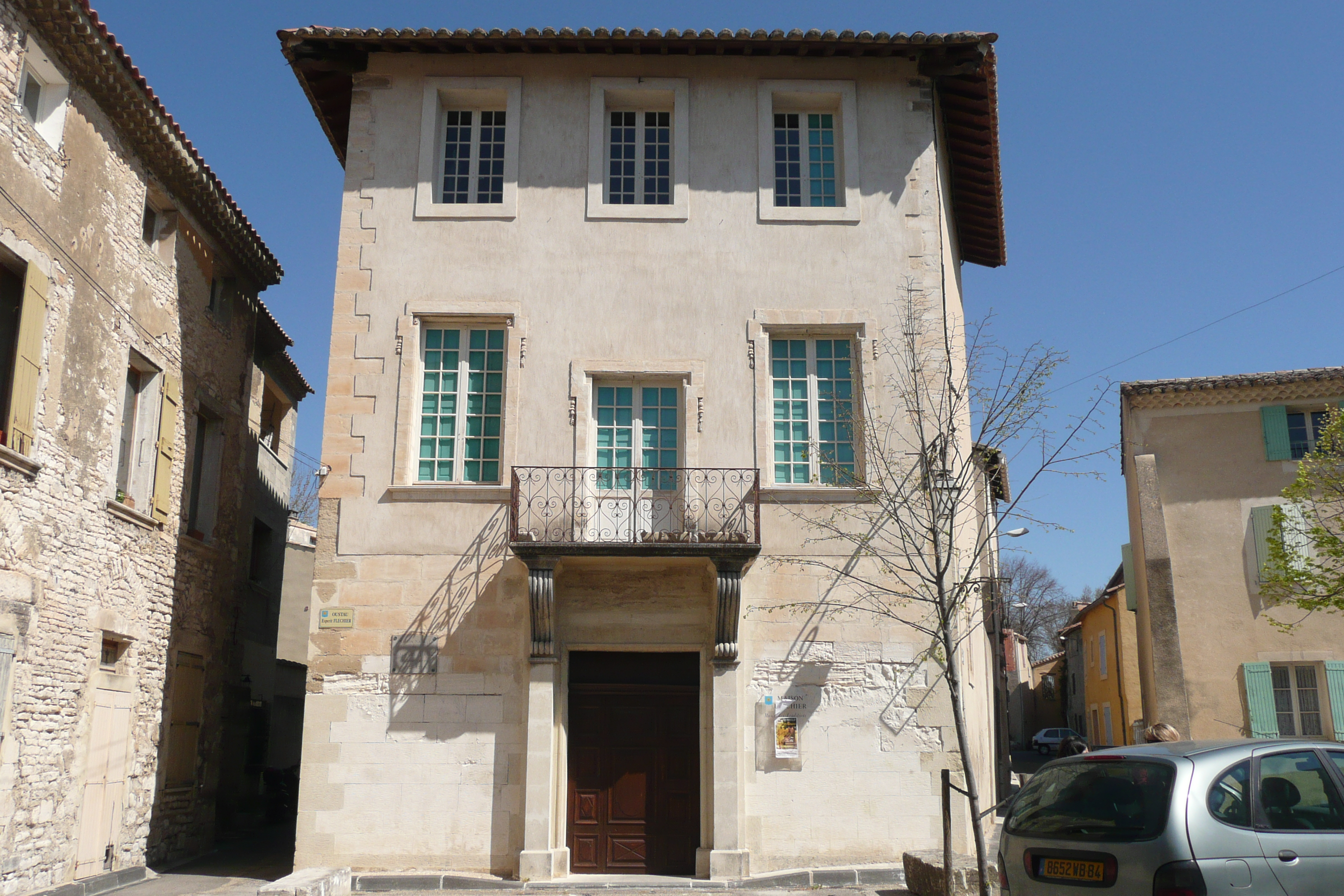
Maison natale d'Esprit Fléchier à Pernes-les-Fontaines

Orphelin de bonne heure, il fait ses études au collège de la Doctrine chrétienne et devient prêtre de cette congrégation en 1648. Il découvre sa vocation de prédicateur en faisant l'éloge funèbre de l'archevêque de Narbonne Claude de Rebé, puis il quitte le midi pour tenter sa fortune à Paris. Il se fait catéchiste, écrit des poèmes en latin et en français, et devient le précepteur de Lefebvre de Caumartin. Il se lie au duc de Montausier, gouverneur du Grand Dauphin, qui le fait nommer lecteur de son élève.
Fléchier prononce alors plusieurs oraisons funèbres qui le font distinguer et lui valent d'être élu membre de l'Académie française en 1672. L'oraison qu'il prononce en l'honneur de Turenne en 1676 lui attire les bonnes grâces de la cour et de Louis XIV, qui lui octroie l'abbaye de Saint-Séverin et le nomme aumônier de la Dauphine Marie Anne Victoire de Bavière dont il prononcera l'éloge funèbre.
Il reçoit en 1684 en commende l'Abbaye Saint-Étienne de Baignes. Il est ensuite nommé évêque de Lavaur, en 1685, puis de Nîmes, en 1689. Confirmé le 21 janvier 1692, il est consacré en août suivant par le cardinal Pierre de Bonzi archevêque de Narbonne, où il se fait remarquer tant pour sa bienveillance peu commune envers les protestants que par les aumônes qu'il prodigue lors de la disette de 1709.

## Orateur et rhétoricien

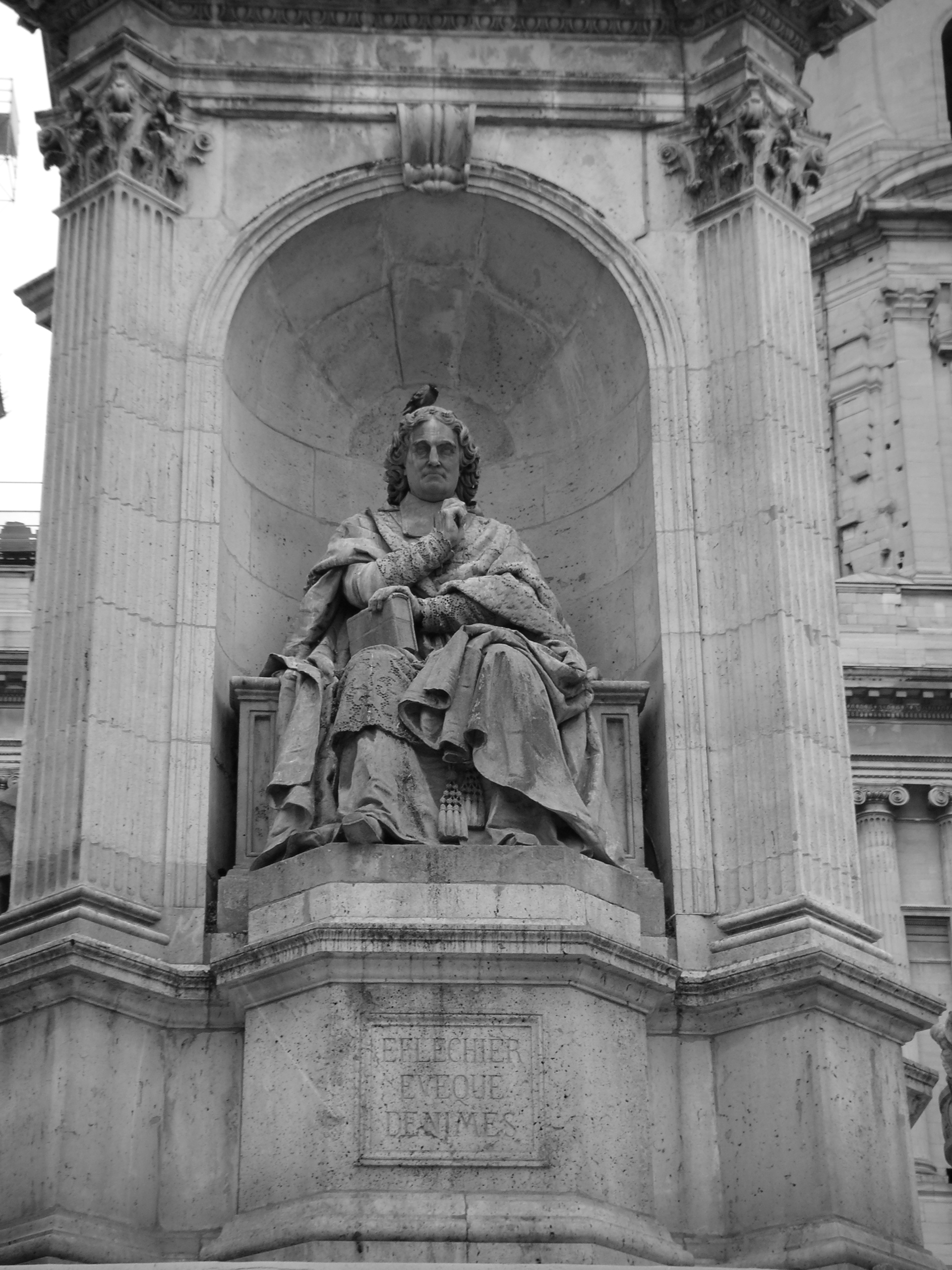
Statue d'Esprit Fléchier sur la place Saint-Sulpice à Paris

Il est de son vivant apprécié pour ses talents d'orateur autant que Bourdaloue, Massillon et Bossuet. D'Alembert écrit à propos de ses oraisons funèbres : « Dans tous ses discours, l'orateur, même en s'élevant au-dessus de ses sujets, ne paraît jamais en sortir ; il sait se garantir de l'exagération, qui, en voulant agrandir les petites choses, les fait paraître plus petites encore ; il respecte toujours la vérité, si fréquemment et si scandaleusement outragée dans ce genre d'ouvrages, et l'on ne voit point chez lui le mensonge, qui assiège les grands pendant leur vie, venir ramper encore autour de leur tombe pour infecter leur cendre d'un vil encens, et pour célébrer leurs vertus devant un auditoire qui n'a connu que leurs vices. » Au sujet de son art oratoire, Antoine Léonard Thomas écrit : « Fléchier possède bien plus l'art et le mécanisme de l'éloquence qu'il n'en a le génie ; il n'a aucun de ces mouvements qui annoncent que l'orateur s'oublie, et prend parti dans ce qu'il raconte. Mais son style, qui n'est jamais impétueux et chaud, est du moins toujours élégant ; au défaut de la force il a la correction et la grâce. S'il lui manque de ces expressions originales et dont quelquefois une seule représente une masse d'idées, il a ce coloris toujours égal, qui donne de la valeur aux petites choses, et qui ne dépare point les grandes ; il n'étonne presque jamais l'imagination, mais il la fixe ; il emprunte quelquefois de la poésie, comme Bossuet, mais il en emprunte plus d'images, et Bossuet plus de mouvements. Ses idées ont rarement de la hauteur, mais elles sont toujours justes, et quelquefois ont cette finesse qui réveille l'esprit et l'exerce sans le fatiguer. »
D'Alembert rapporte en outre que, lorsque Esprit Fléchier fut reçu à l'Académie, le 12 janvier 1673, le même jour que Racine et Gallois, « Il y parla le premier, et obtint de si grands applaudissements que l'auteur d'Andromaque et de Britannicus désespéra d'avoir le même succès. Le grand poète fut tellement intimidé et déconcerté en présence de ce public qui tant de fois l'avait couronné au théâtre, qu'il ne fit que balbutier en prononçant son discours ; on l'entendit à peine, et on le jugea néanmoins comme si on l'avait entendu. »
Il était en correspondance spirituelle avec la femme de lettres Anne de La Vigne. 

## Hommage
Il est un des quatre évêques prédicateurs (avec Bossuet, Fénelon et Massillon) représentés sur la fontaine Saint-Sulpice devant l’église Saint-Sulpice de Paris, érigée par l’architecte Louis Visconti en 1847.

## Publications sélectionnées
- La vie du cardinal Jean-François Commendon, oú l'on voit ses voyages, ambassades, legations & negotiations, dans les plus considerables cours des empereurs, rois, princes & republiques de l'Europe. Écrite en latin par Antoine Maria Gratiani, et traduite en françois par Monsieur Fléchier (1671)
- Histoire de Théodose le Grand, pour Monseigneur le Dauphin (1679).
- Histoire du cardinal Ximenès (1693).
- Panégyriques des saints et quelques sermons de morale (1695)
- Lettres de Mr flechier évêque de nismes sur divers sujets (1711)
- Lettres choisies de Mr Fléchier, avec une Relation des fanatiques du Vivarez et des réflexions sur les différens caractères des hommes (2 volumes, 1715). Réédition : Fanatiques et insurgés du Vivarais et des Cévennes : récits et lettres, 1689-1705, Jérôme Millon, Grenoble, 1997.
- Œuvres complètes (10 volumes, 1782)
- Voyage de Fléchier en Auvergne (1796)
- Oraisons funèbres (2 volumes, 1802).
- Œuvres complètes de Fléchier, classées pour la première fois, selon l'ordre logique et analogique (2 volumes, 1856). Publiées par Jacques Paul Migne.
- Mémoires de Fléchier sur les Grands-jours tenus à Clermont en 1665-1666  (publiés par B. Gonod, bibliothécaire de la ville de Clermont), Paris, chez Porquet, 1844 (lire en ligne)
- Œuvres d'Esprit Fléchier en ligne : Gallica